# Szent Korona Domb
A Szent Korona Domb Budapest II. kerületének Pesthidegkút városrészében, a Máriaremetei Kisboldogasszony Bazilika (Kegytemplom) kertjében található. Megközelíthető a Máriaremetei útról, a bazilika gyalogos főbejáratától balra (kb. 40 m-re) elhelyezkedő gépkocsi bejáraton át. A templomhoz vezető út jobb oldalán, körülbelül félúton található.
A Szent Korona szellemiségét kisugárzó, az 5000 Kárpát-medencei nemzettársunk jelenlétében létrejött, majd továbbfejlesztett Szent Korona Domb (SZKD), a benne lévő mintegy 1500 maréknyi földdel, amelyet az ünnepélyek részvevői a Kárpát-medence folyóinak vizeivel is megöntöztek, szakrális hellyé vált. Ez az alkotás a magyar nemzeté. Méltó színhelye az összetartozást jelképező eseményeknek.
A Szent Korona Domb jelszava a hirdetőtáblájáról: „Tiszteld a múltat, hogy értsd a jelent. Így építs rá jövőt!”

## Története
A Magyar Szent Korona 1978. január 6-án tizenegyedszer tért haza. Ez a ritka történelmi esemény az egész Kárpát-medencében elindított egy lelkes, történelmi identitásunkat erősítő szellemi pezsgést. Az Ember Fia Alapítvány megalkotott egy Fénykorona Szertartás és Fogadalomtétel elnevezésű két és fél órás misztériumjátékot, amelynek célja a magyar nemzet szellemi-erkölcsi nemesítése. A szertartás folyamán az arra érdemes, felkészített helybéli személyek a Szent Korona zománcképein látható apostolok és szentek nagyított ikon-másolatait egy 4 m átmérőjű, méretarányos korona-modellre helyezik rá. Miközben történelmi, jövőnknek szóló erkölcsi üzeneteket szólaltatnak meg. A résztvevők az ünnepség keretében, hangos fogadalmat tesznek a Szent Korona eszmeiségének követésére, történelmi hagyatékunk megőrzésére, embertársaink szeretetére, a család, a nemzet és az emberiség szolgálatára, az Élet szentségének és élő környezetünknek a védelmére. Az alapítvány ezt a misztériumjátékot - elkötelezett helybéliekkel együtt – a Kárpát-medencében számos településen rendezte meg. 
Pesthidegkúton a 2000-es évek elején létrejött egy 700 főnyi, pártoktól független, polgári körök civil közössége, amely magáévá tette ezt a Magyar Szent Korona eszmeiségére - a Szent Korona-tanra – épülő, összetartozásunk erősítését szolgáló gondolatiságot. 
 A Máriaremetei Kisboldogasszony-templom kertjében, az Ember Fia Alapítvány támogatásával, a Fénykorona Szertartás és Fogadalomtétel misztériumjáték 2003. szeptember 12-én, Mária napján került megrendezésre. Az ünnepélyre a Kárpát-medencéből mintegy 5000 résztvevő érkezett. A szervezők arra kérték a vendégeket, hogy az összetartozás jelképeként hozzanak magukkal lelki szálainkat erősítő egy-egy maréknyi földet a településeikről, jeles helyekről, amelyet egy előre előkészített, 3 m átmérőjű, 1 m magas földhalmon (Emlékdombon) helyezhettek el.
Az így létrejött dombnak szellemi-fizikai „gazdái” a Szent Korona Domb Őrzők (Őrzők) 15-20 fős, önkéntes csapata. Az ünnepséget követően az „Őrzők” kövekből és virágokból a Szent Korona pántjára és abroncsára emlékeztető formát rakták ki.

2004. október 1-én egy Torockóról érkezett kopjafa került elhelyezésre a közelében.
 
Az Őrzők és baráti köre az Emlékdombot 2009-ben – hárshegyi kövek kifaragásával, függőleges kereszt elhelyezésével és örökzöld borostyán növények beültetésével Szent Korona Dombbá – formálták.  

Évente négy ünnepséget rendeznek itt. Az ünnepségek résztvevői – az összetartozás jeleként – a mai napig is hoznak maréknyi földeket.
Zarándokok és a Kegytemplom látogatói, időnként egyénileg is elhelyeznek egy-egy marék földet. Az Őrzők a földek eredetéről Emlékkönyvet vezetnek, ahová igyekeznek minél több származási helyet és üzenetet beíratni.

Az Őrzők által szervezett önkéntesek 2019-ben nagyszabású megújítási munkák elvégzésével új optikai megjelenítést adtak a Szent Korona Domb környezetének. Ennek részét képezte a Nagy-Magyarország határvonal kialakítása, a terület gyöngykaviccsal való lefedése, virágszegély kialakítása a határ belső oldalán, a hármashalom kőtömbjének áthelyezése, rajta egy történelmi címer elhelyezése, egy információs tábla elkészítése, a macskaköves főbejárat és egy akadálymentesített bejárat elkészítése. Továbbá a határon kívül, az út mentén egy névtábla álló farönkön való elhelyezése. Ezen kívül néhány kerti pad és néhány farönk ülőke is elhelyezésre került. A munkálatok támogatói a Szent Korona Domb Őrzőitől „Határvédnök” oklevelet kaptak.

## Rendezvények a Szent Korona Dombnál
Minden esztendőben, ismétlődően:
- június 4., 16:32 óra: trianoni megemlékezés, a nemzeti összetartozás napja;
- augusztus 20.: Szent István nap és az új kenyér megáldása;
- szeptember 12.: Mária napja, a SZKD alapításának évfordulója (gyakorlati megrendezése a hét szombatján);
- december 23.: Szenteste előtti esti találkozó („Szállást keres a Szent Család”).

Szervezett, egyedi események a múltban:
- 20 éves jubileum és egyben a 100. rendezvény – 2023. szeptember 16.
- Pesthidegkúti Nyugdíjas Klub találkozója – 2020. augusztus 30.
- A Domb megújítása utáni ünnepélyes átadás és hálaadás - 2020. július 1.
- Erdélyi, Szentegyházi Gyermekfilharmónia (Fili) fogadása -  2019. augusztus 24.
- Kárpát-medencei magyar energetikai szakemberek, 2012 és 2018 között, az éves Magyar Energia Szimpóziumok (MESZ) befejezése után - az összetartozás szimbólumaként – magukkal hozott maréknyi földeket elhelyeztek a Dombon.

## Képgaléria

#### A Szent Korona Domb történetéből

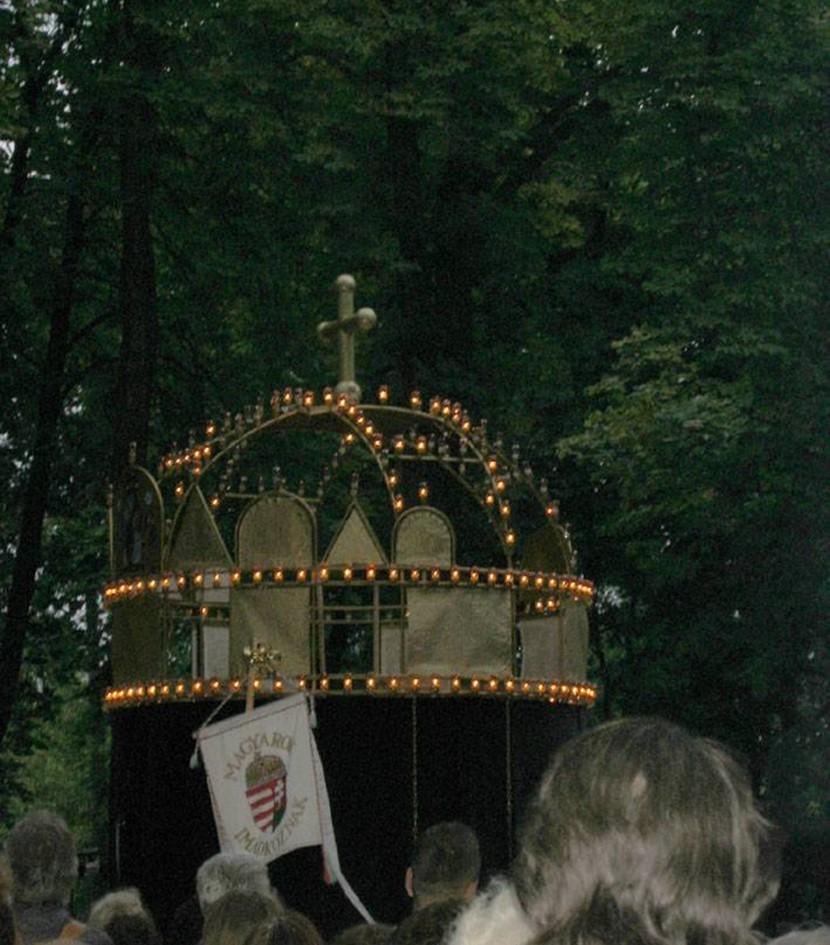
Fénykorona 2003-ban
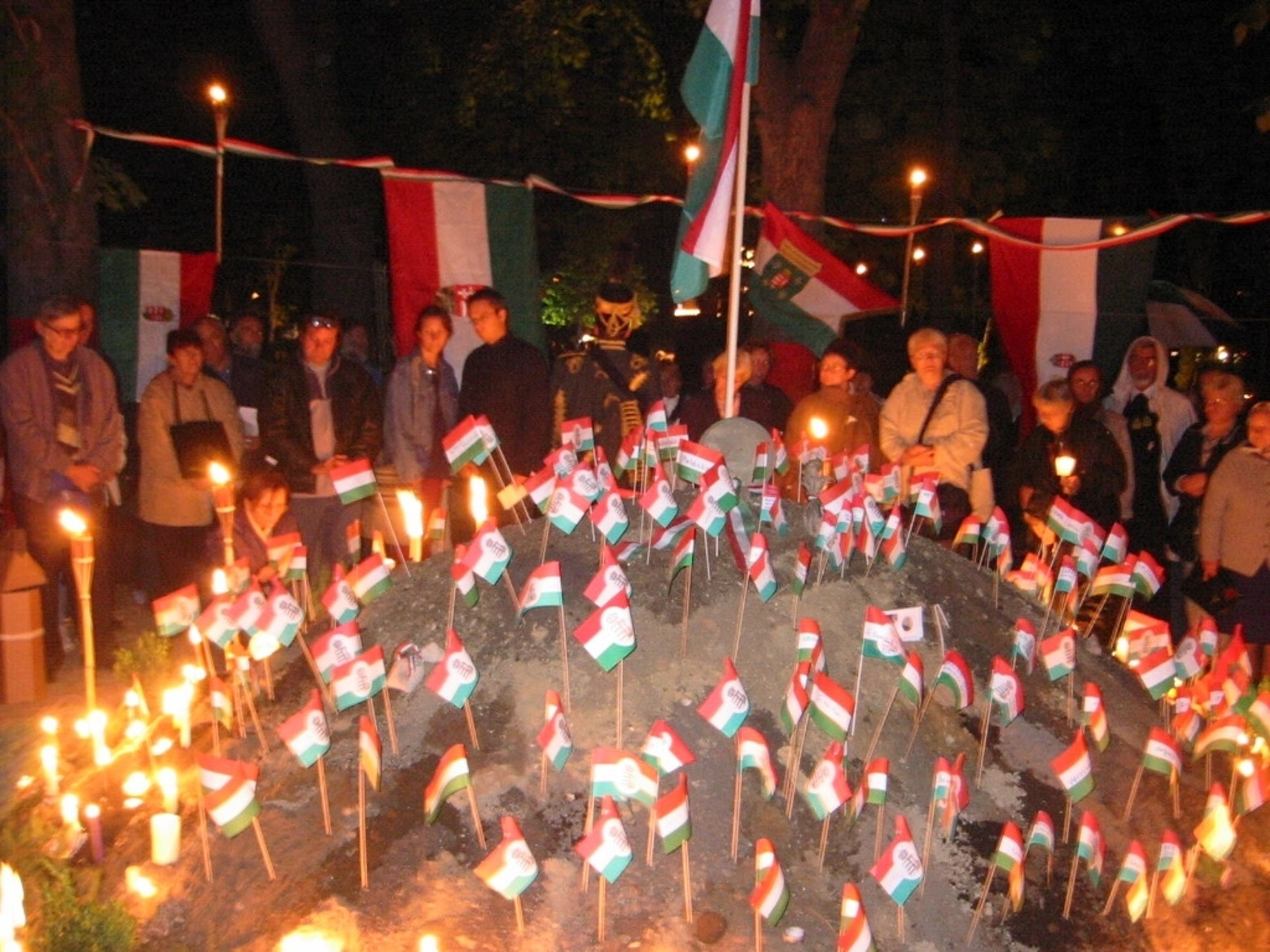
Az Emlékdomb 2003. szeptember 12-én
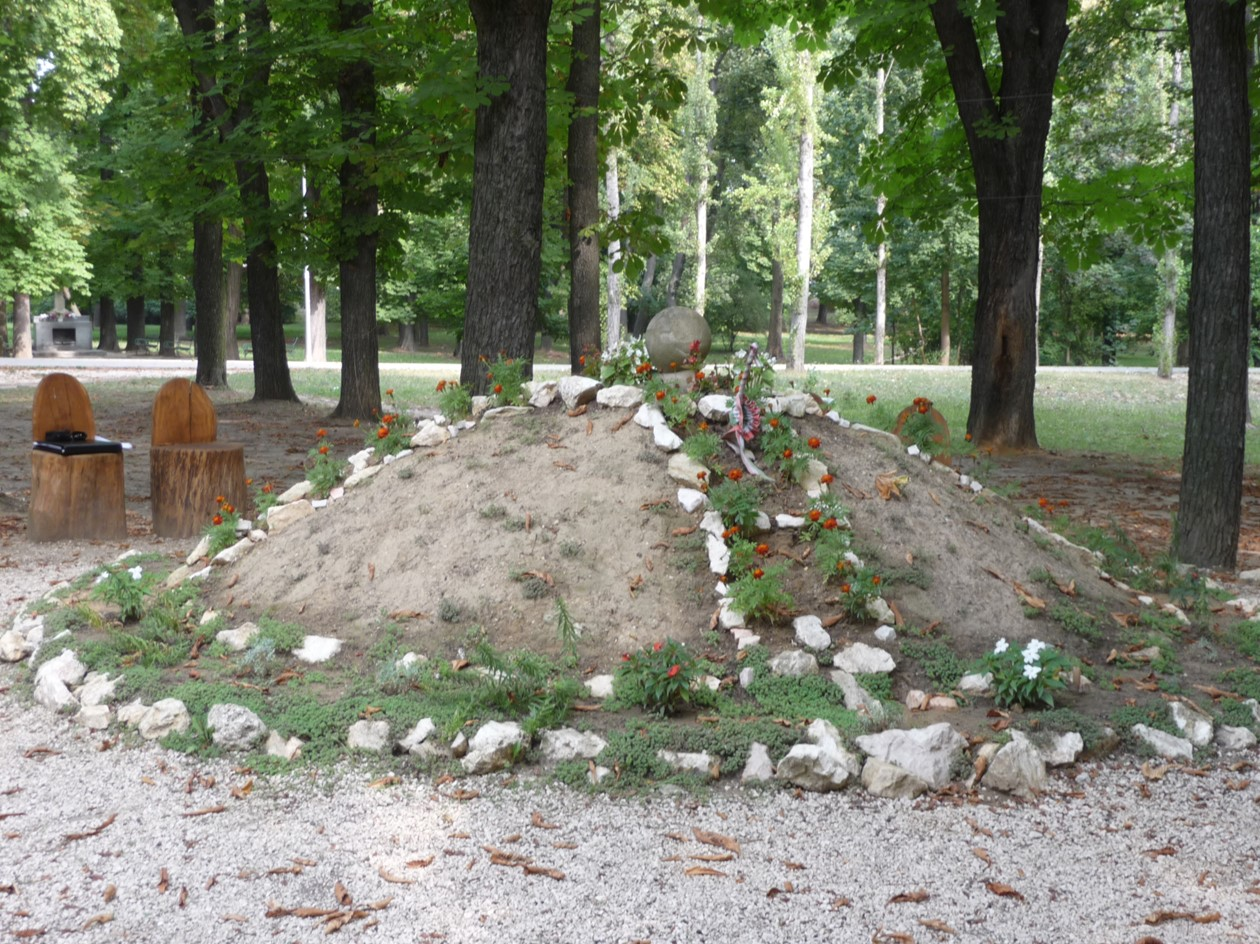
Az Emlékdomb virágokkal és kövekkel 2004 tavaszán
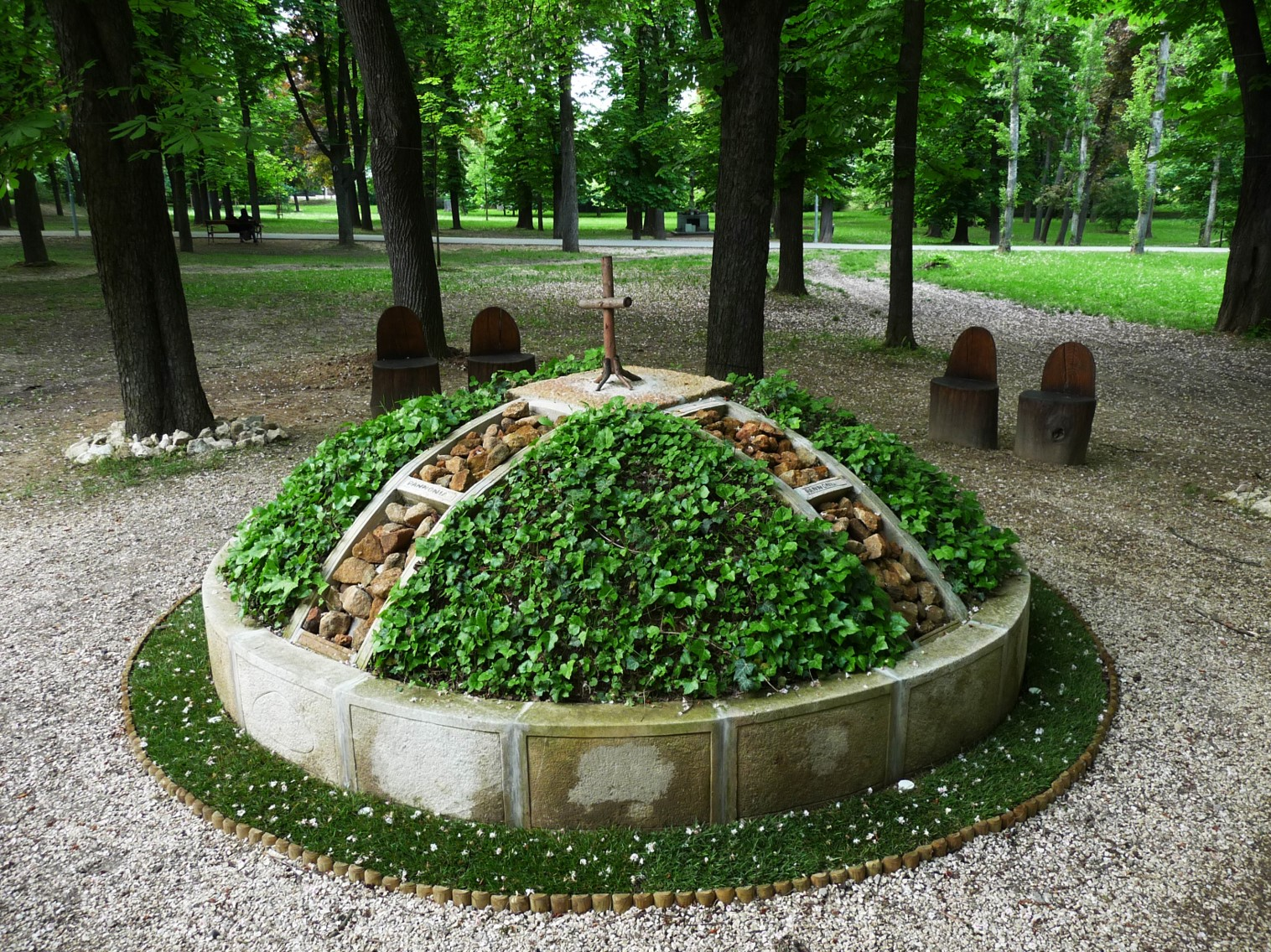
A Szent Korona Domb 2009-2019 között
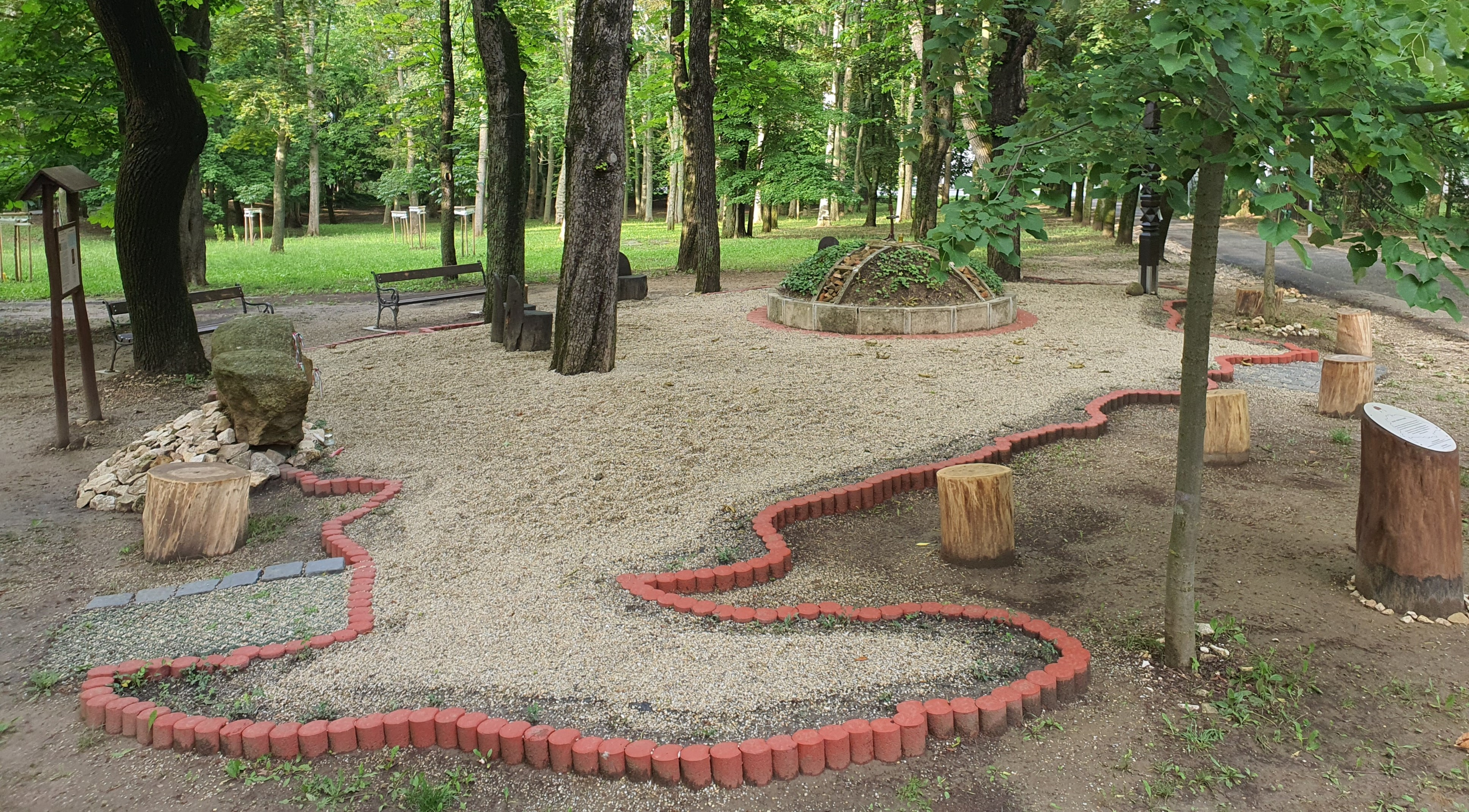
Nagy-Magyarország határvonal kialakítása
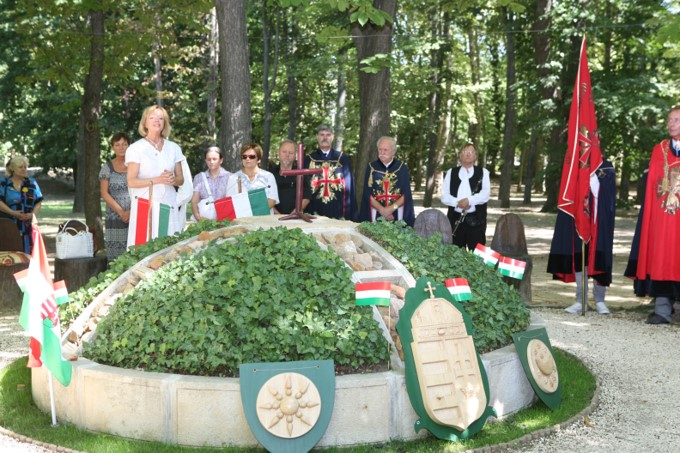
Szent István nap 2012-ben
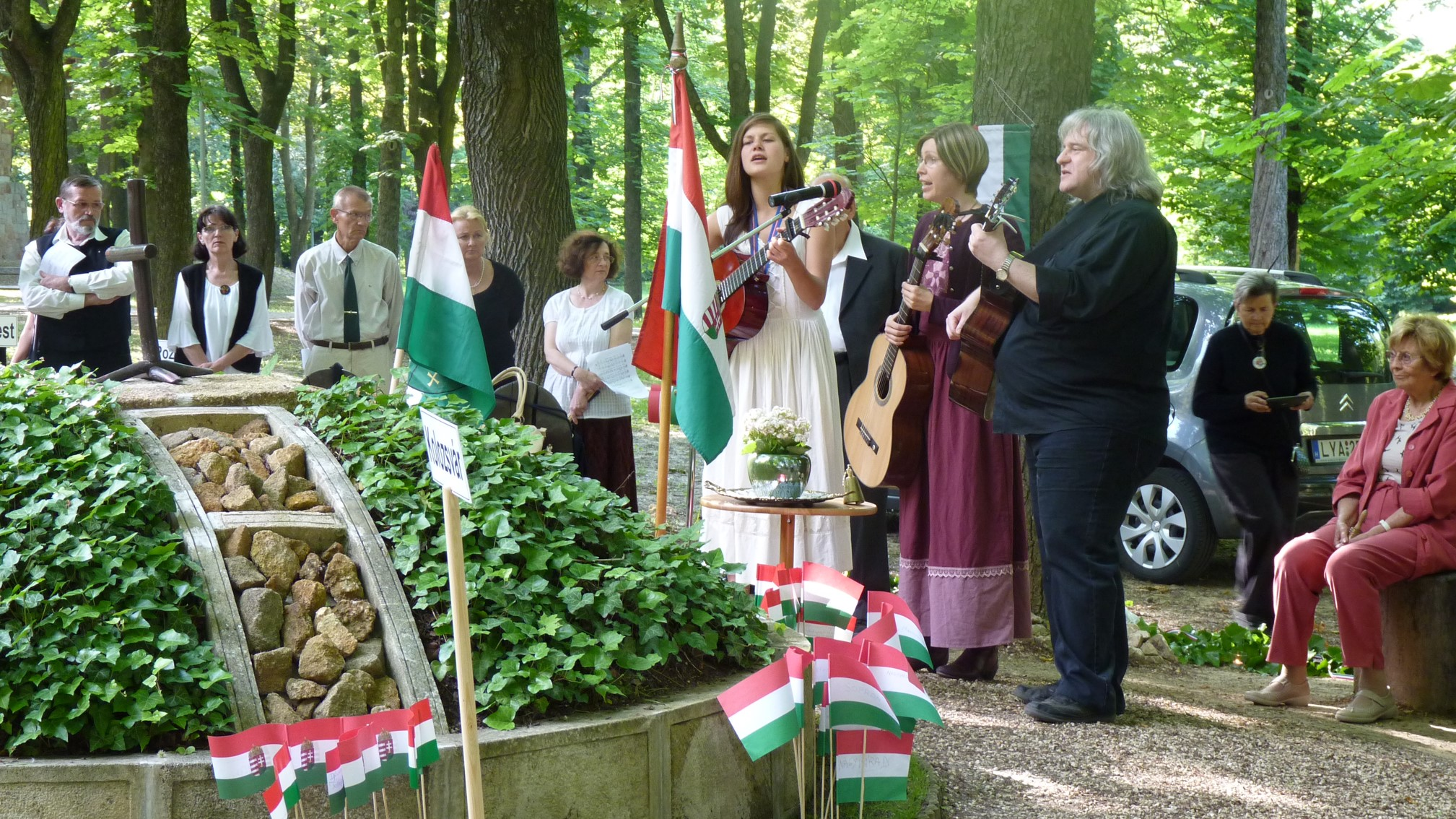
Trianoni megemlékezés 2014-ben
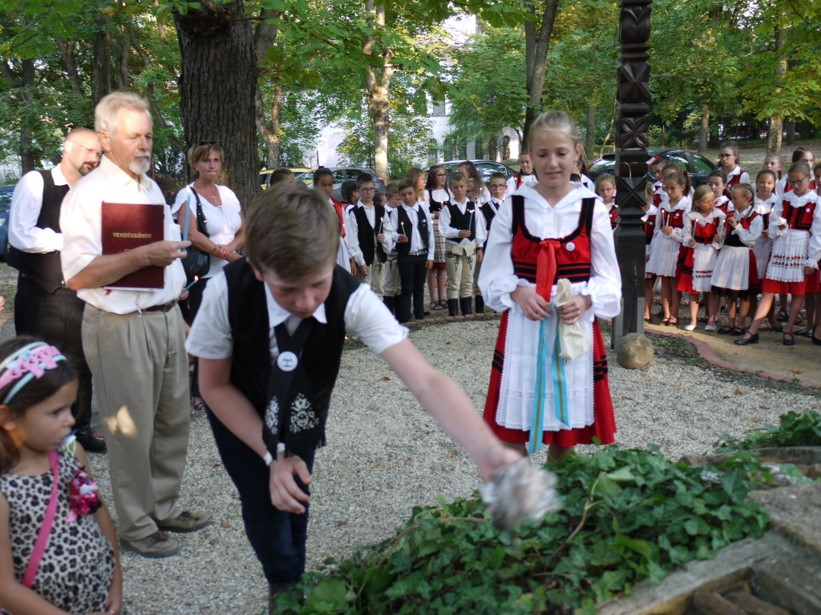
A 140 tagú FILI gyermekei egy maréknyi szentegyházi földet helyeznek el
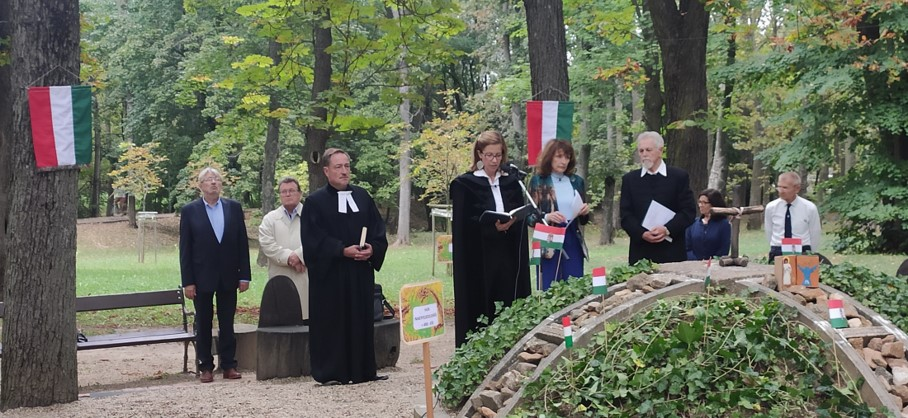
20. évforduló, 100. rendezvény, 2023-ban
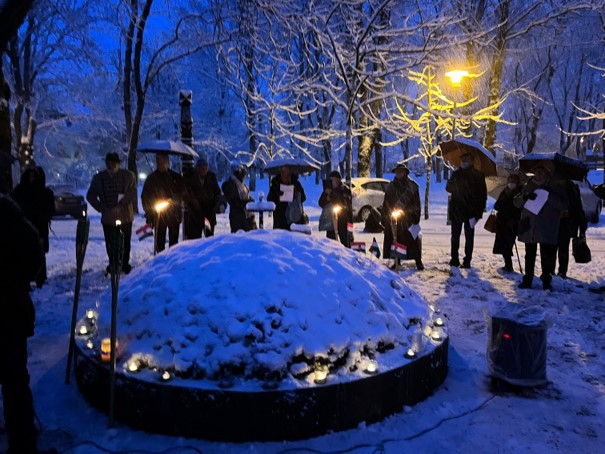
Szenteste előtti este 2023-ban, hóesésben